# Blumenbachia exalata
Blumenbachia exalata är en brännreveväxtart som beskrevs av Weigend. Blumenbachia exalata ingår i släktet Blumenbachia och familjen brännreveväxter. Inga underarter finns listade i Catalogue of Life.